# Heterogynis andalusica
Heterogynis andalusica is een vlinder uit de familie Heterogynidae. De wetenschappelijke naam is voor het eerst geldig gepubliceerd in 1966 door Franz Daniel.
De soort komt voor in Europa.